# Freya rustica
Freya rustica là một loài nhện trong họ Salticidae.
Loài này thuộc chi Freya. Freya rustica được Elizabeth Maria Gifford Peckham & George William Peckham miêu tả năm 1896.